# Wildbreien

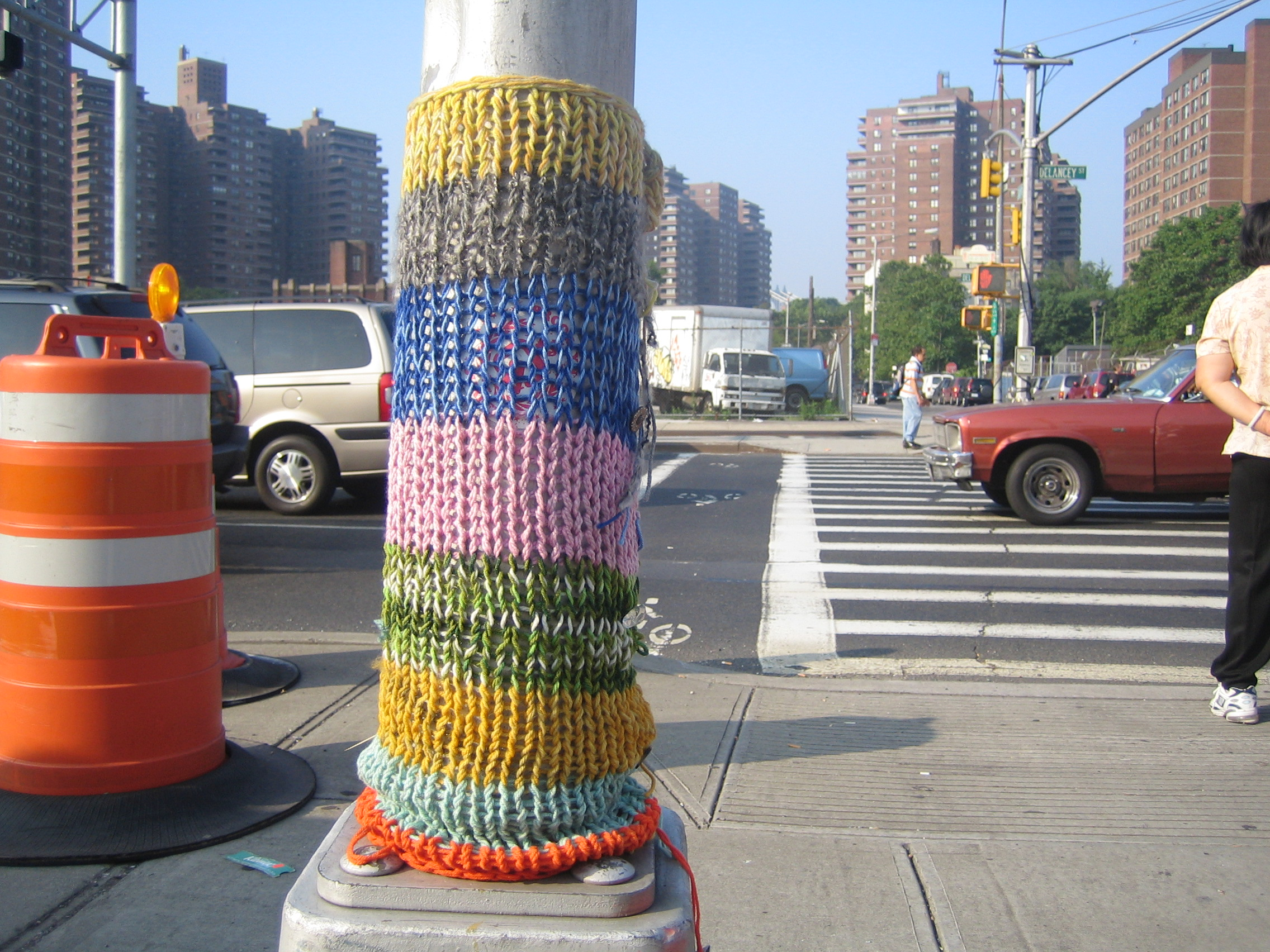
Wildbreien in New York

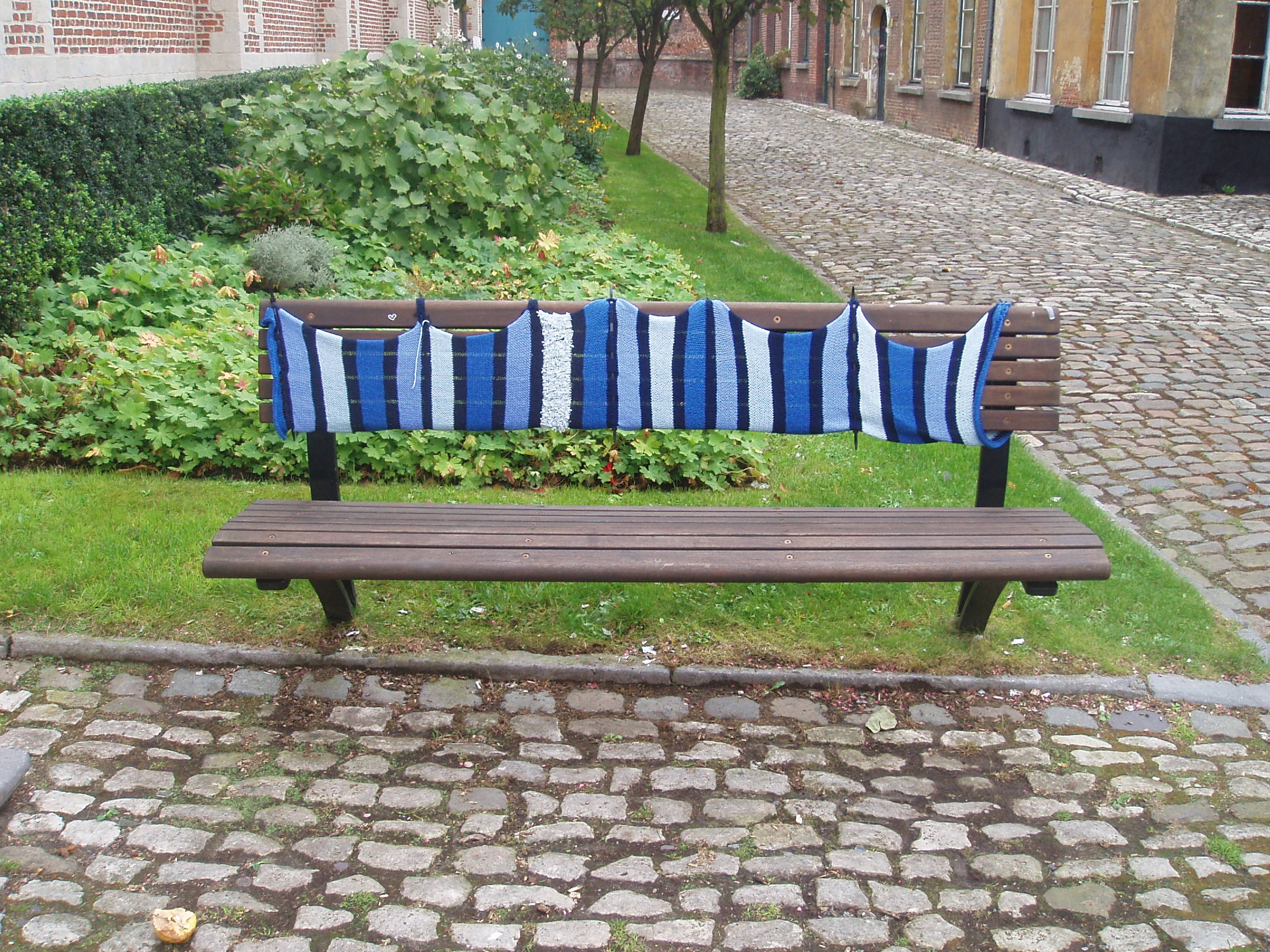
Wildbreien op het begijnhof te Lier

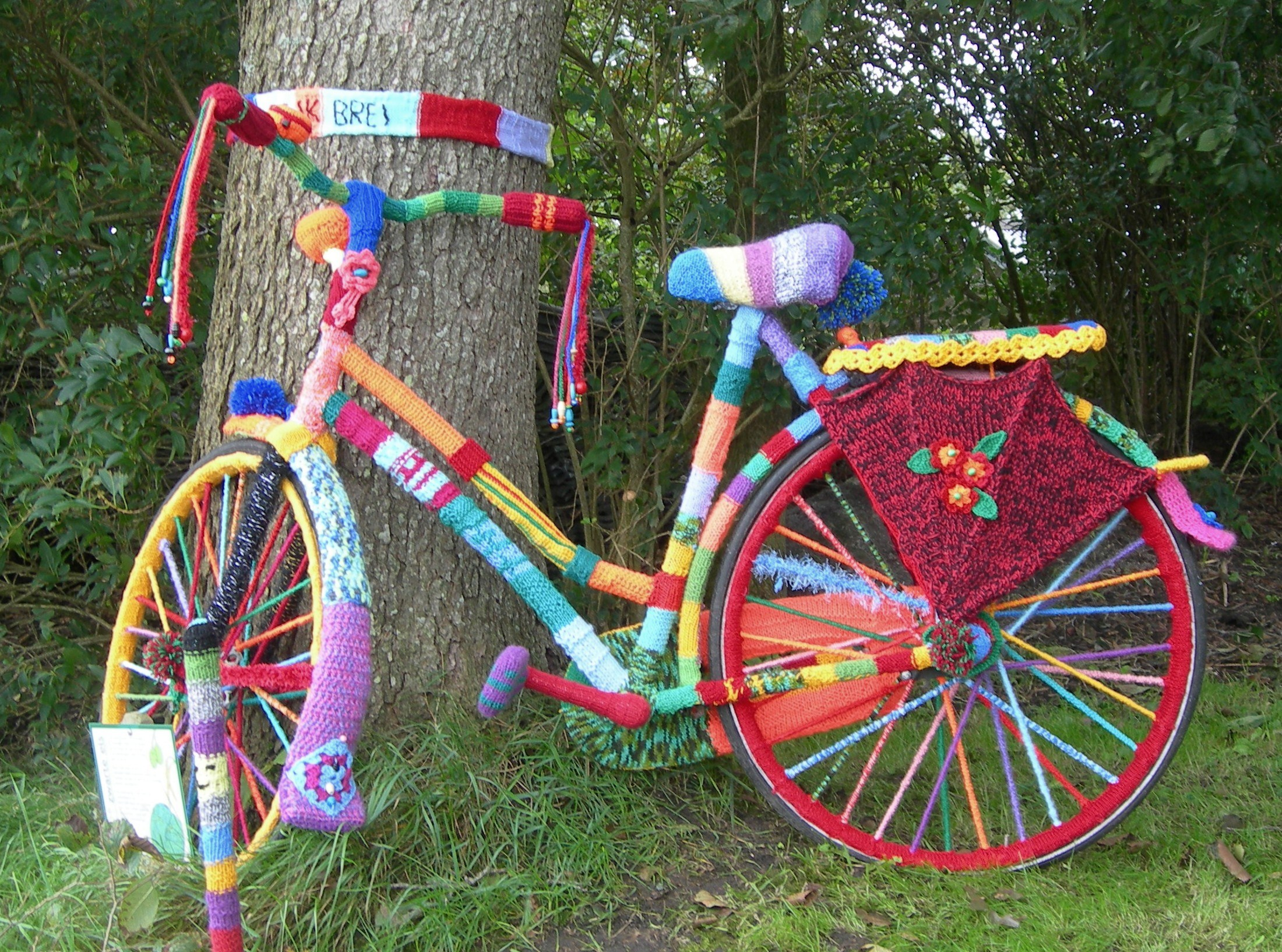
Creatief met fiets

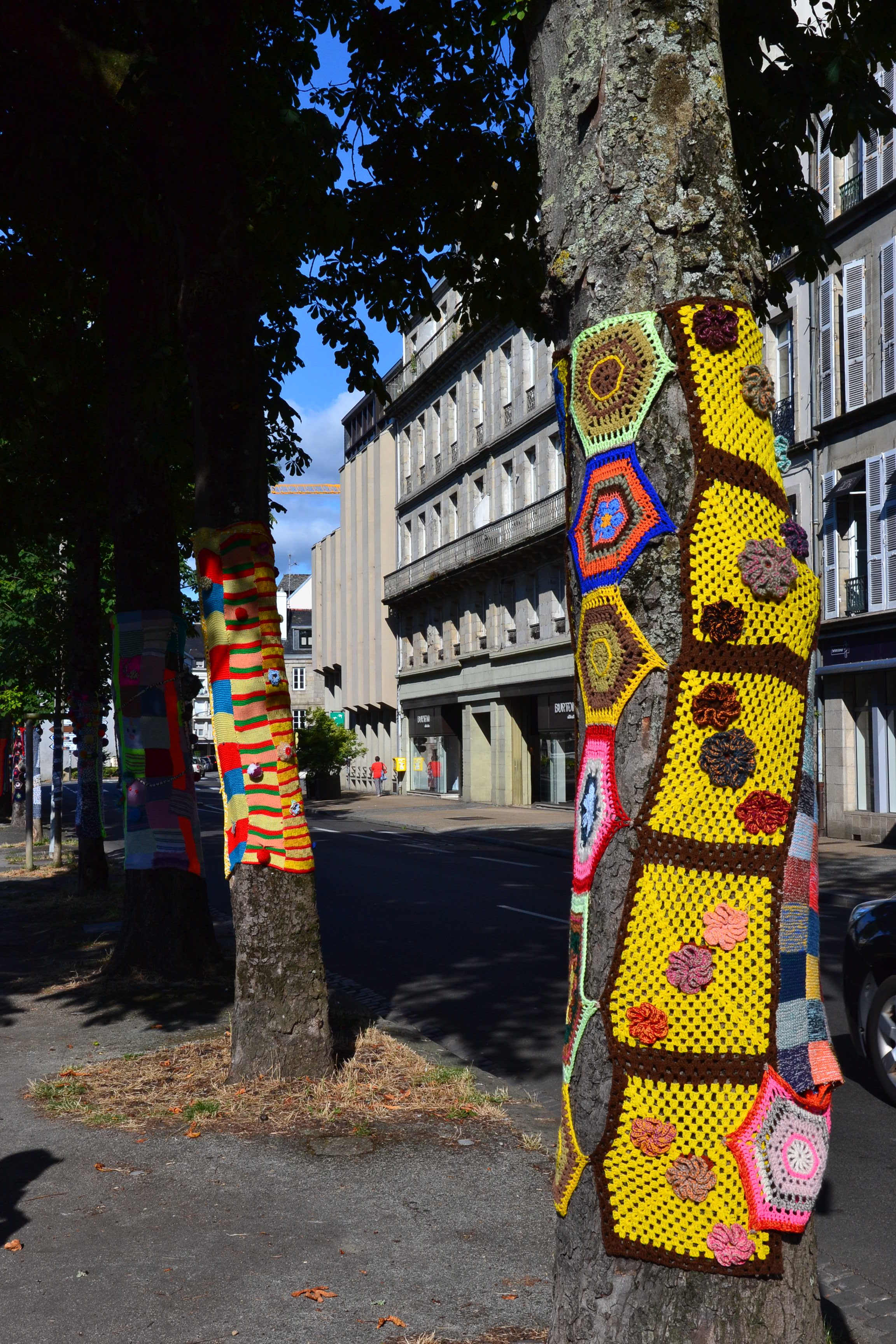
Quimper, juli 2018

Wildbreien is een vorm van tijdelijke street art waarbij personen lapjes in of aan elkaar haken, breien of naaien en die vervolgens door de stad verspreiden. Het idee is om publieke objecten te versieren, personaliseren en mooier te maken met de kleurrijke breiwerken. Deze brei-objecten kunnen bomen, lantaarnpalen, vuilnisbakken, kunstwerken of ander straatmeubilair sieren. Het inpakken van een voorwerp wordt bombing genoemd. Omdat kunstenaars vaak een spoor van breiwerken door de stad achterlaten wordt het ook wel graffiti knitting (graffitibreien) genoemd. Soms laat de maker een etiket achter op het breiwerk. Het voordeel van deze moderne vorm van graffiti is dat het eenvoudig te verwijderen is en daardoor tijdelijker van aard is. Van vandalisme is dus helemaal geen sprake al wordt daar door lokale autoriteiten weleens anders over gedacht.

## Politieke motieven
Soms zit er een politiek of ideologisch motief in verweven. In dat geval kan het gaan om feminisme. Zo zou wildbreien de leefomgeving vrouwelijker maken. Om deze reden werd de Charging bull compleet ingepakt in roze breiwerk. In Wenen werden in 2011 de nodige voorwerpen gebombd ter voorbereiding op de Internationale Vrouwendag.

## Oorsprong
Waarschijnlijk is wildbreien ontstaan in 2005 in Houston in de Amerikaanse staat Texas. Hier begon de groep Knitta Please met het ophangen van halve breiwerkjes door de stad omdat het weggooien ervan zonde zou zijn. Tevens wilde men de stad kleur en warmte teruggeven. De groep werd later door het stadsbestuur uitgenodigd om alle bomen langs de Allen Parkway in te pakken ter ere van de Art Car Parade, een optocht met uitgedoste auto's. Hierna volgde een project in Parijs.
In de jaren 2010-2011 heeft wildbreien zich verder verspreid over de wereld en is het onder andere gevonden in Londen, Berlijn, Melbourne, Nederland en België. Bombings zijn zelfs aangetroffen op de Chinese Muur. Er worden zelfs speciale breikunstwerken gemaakt. Zo werd in Mexico-Stad een complete autobus ingepakt. Begin 2011 gingen meer dan 200 vrijwilligers aan de slag om Artis met breisels te behangen. Na 2012 was de rage voorbij en verdween het wildbreien terug naar de achtergrond.

## Mooiste nieuwe woord van 2011
Het Nederlands Instituut voor Lexicologie noemde wildbreien het mooiste nieuwe woord van 2011.